# Алжирський Сахель

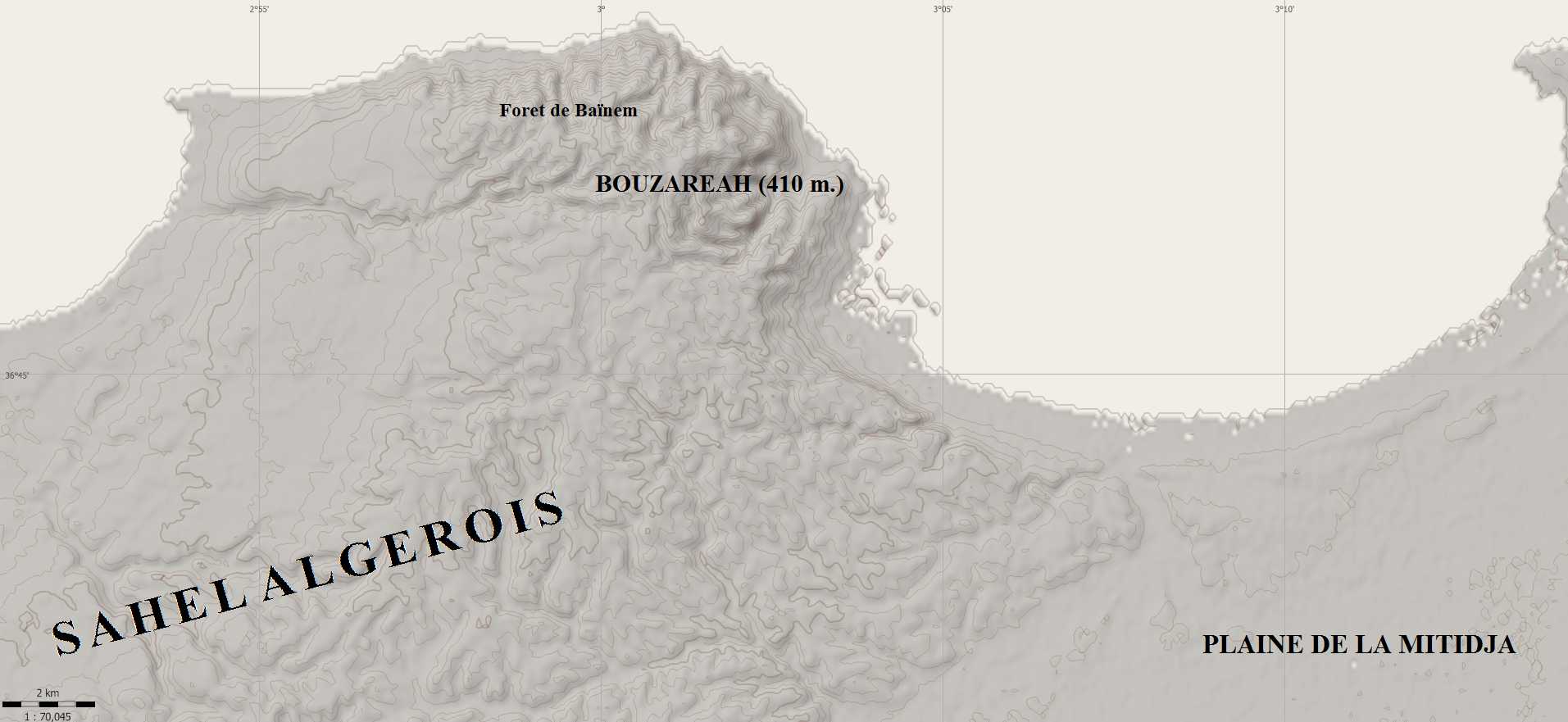
Алжирський Сахель і рівнина Мітіджа

Алжи́рський Сахе́ль — пасмо пагорбів, що прямує уздовж Середземного моря. Кілька кілометрів завширшки і близько 50 км завдовжки, розташована на захід від міста Алжир в державі Алжир.

## Географія
Алжирський Сахель тягнеться від масиву поблизу міста Бузареах на сході (це найвища точка Сахеля — 407 метрів над рівнем моря) до гори Шенуа на заході. Він відокремлює рівнину Мітіджа від Середземного моря, в результаті чого на рівнині вельми вологий клімат. Єдина річка яка перетинає Сахель — ваді Мазафран.
Алжирський Сахель є сукупністю невеликих прибережних рівнин, плато, невисоких лісистих або використовуваних для сільського господарства пагорбів. Має поділ на два природних регіони: західний між ваді Надор та Мазафран і східний між ваді Мазафран та Ель-Харраш.
На прибережному схилі — дуже м'який клімат, що дозволяє вирощувати ранні овочі (врожаї помідорів і картоплі збирають вже в січні). Біля його підніжжя розташована низка невеликих курортних містечок, таких як Айн-Беніан, Зеральда, Сіді-Ферруш, Бу-Ісмаїл і Тіпаса, відома своїми римськими руїнами. За часів французького панування пагорби були покриті виноградниками. Протилежні від моря схили використовують для тваринництва та садівництва.

## Історія
Серед пагорбів Алжирського Сахеля в 1832 році було засновано перше поселення, що з'явилося при французької колонізації — Делі-Ібрагім.
У західній частині Сахеля французами був побудований зрошувальний тунель для осушення озера Халуле і санації Мітіджі. Ця галерея, яка скидає води в Середземне море, проходить під Мавретанським королівським мавзолеєм — пам'ятником нумідійської епохи, розташованим на висоті 261 м над рівнем моря.